# Helga Tawil-Souri
Helga Tawil-Souri (en árabe: هلجا طويل-الصوري‎)  (Kuwait, 16 de noviembre de 1969) es una directora de documentales palestino-estadounidense.

## Trayectoria
Tawil-Souri es profesora asociada del Departamento de Medios de comunicación, Cultura, y Comunicación y Oriente Medio y Estudios islámicos en la Universidad de Nueva York. Realizó un BA en la McGill Universidad (1992), un MA de la Universidad de Sur de California en la  Annenberg Escuela de Comunicación (1994) y un doctorado en la Escuela de Periodismo y Comunicación en la Universidad de Colorado, Boulder (2005).
Su documental, "Not Going There, Don’t Belong Here",  (2002) rodado en noviembre de 2001 en varios campamentos de refugiados en Líbano fue emitido en la cadena Free Speech TV y en varios canales públicos de EE. UU., en universidades y festivales de cine en los EE. UU. y en el extranjero.
"i.so.chro.nism: [Veinticuatro horas en jabaa]" fue filmado en Cisjordania, en el pueblo de Jabaa y completado en 2004. La cineasta considera que se trata de un documental experimental que yuxtapone los sonidos e imágenes de guerra y violencia con cultura tradicional, filmado en la Cisjordania durante la Segunda Intifada.
La investigación de Tawil-Souri se ha centrado en la americanización de los territorios palestinos a través de desarrollo de Internet. Uno de los capítulos del libro fue adaptado a un seminario sobre sociedad de la información y multiculturalismo en la Universidad Yeungnam. Fue destacada en otro capítulo de libro como desafiante de algunas de las suposiciones teóricas tradicionales en discusiones de comunicación globales. Su trabajo en controvertidos asuntos sobre políticas y videojuegos ha sido tema de discusión en los medios de comunicación.
Tawil-Souri forma parte del Consejo Editorial de la Revista de Oriente Medio de Cultura y Comunicación, una publicación académica de Brill.
Fue invitada a participar en la II Cumbre Anual Social Good junto con Desmond Tutú, Elie Wiesel, Ted Turner, Lance Armstrong, Geena Davis y Mary Robinson. La Cumbre fue patrocinada por Mashable y la Fundación de Naciones Unidas, celebrada en Nueva York en septiembre de 2011 sobre los principales retos de la humanidad.

## Artículos
- Where is the Political in Cultural Studies? In Palestine, International Journal of Cultural Studies 16(1): 1-16, 2011.
- Colored Identity: The Politics and Materiality of ID Cards in Palestine/Israel, Social Text 107: 67-97, 2011.
- The Hi-Tech Enclosure of Gaza, In Mahrene Larudee (ed.), Gaza: Out of the Margins (30-52), 2011.
- Walking Nicosia, Imagining Jerusalem, Re-Public 4, 2010.
- Qalandia Checkpoint as Space and Non-Place, Space and Culture 14(1): 4-26, 2011.
- Towards a Palestinian Cultural Studies, Middle East Journal of Communication and Culture 2(2): 181-185, Fall 2009.
- New Palestinian Centers: An Ethnography of the ‘Checkpoint Economy', Archivado el 10 de mayo de 2009 en Wayback Machine. International Journal of Cultural Studies 12(3): 217-235, 2009.
- The Political Battlefield of Pro-Arab Videogames on Palestinian Streets, Comparative Studies of South Asia, Africa, and the Middle East 27(3): 536-551, Fall 2007.
- Global and Local Forces for a Nation-State Yet to Be Born: The Paradoxes of Palestinian Television Policies, (enlace roto disponible en Internet Archive; véase el historial, la primera versión y la última). Westminster Papers in Communication and Culture 4(3): 4-25, September 2007.
- Marginalizing Palestinian Development: Lessons Against Peace, Development 49(2): 75-80, March 2006.
- Coming Into Being and Flowing Into Exile: History and Trends in Palestinian Film-Making, Nebula 2(2): 113-140, June 2005.

## Documentales
- i.so.chro.nism: [Veinticuatro horas en jabaa]
- Not Going There, Don’t Belong Here